# Lil Bub
Lil Bub, née le 21 juin 2011 et morte le 1er décembre 2019, est une chatte vivant à Bloomington dans l'Indiana aux États-Unis.
Elle est devenue un mème Internet à cause de son apparence particulière.

## Caractéristiques
Lil Bub (« Little Bub », « petite amie ») est une chatte naine. Elle a la particularité d'être polydactyle. Sa mâchoire inférieure ne s'est jamais complètement développée du fait de son nanisme, c'est pour cette raison que sa langue pend en permanence. Elle est également atteinte d'une maladie rare : l'ostéopétrose. Cette maladie est l'inverse de l'ostéoporose, à savoir que les os de Lil Bub se durcissent et deviennent plus imposants avec l'âge. Une équipe de scientifiques travaille au séquençage du génome de Lil Bub,.

## Biographie
Lil Bub est née au sein d'une portée de chatons dans le cabanon de jardin de Lori Klein, une connaissance de Mike Bridavsky, le futur propriétaire de Lil Bub. Lori Klein s'est occupée du chaton afin de pouvoir ensuite le faire adopter. Bridavsky adopte Lil Bub après avoir reçu la photo jointe au SMS que la propriétaire lui a envoyée. La première fois que Bridavsky a vu le chaton de ses yeux, il l'a salué d'un « Hey Bub! »,.
En décembre 2012, durant le tournage de Lil Bub & Friendz, Lil Bub a eu de graves problèmes de santé. Sa maladie ayant fortement progressé, elle n'était plus en mesure de bouger et souffrait énormément. Mike Bridavsky a essayé de la soigner avec le reiki selon les conseils d'une personne rencontrée durant le tournage. Lil Bub a également bénéficié de conseils et de traitement de spécialistes en ostéopétrose. Elle est traitée grâce au système Assisi Loop basée sur des pulsions électromagnétiques. Les vibrations provoquées par les voyages en voiture ou en avion permettent de détruire les cellules superflues sur ses os,,,.
Le 10 septembre 2013, Bridavsky a mis en ligne une vidéo de Lil Bub en train de courir afin de montrer l'efficacité des traitements qu'elle a reçus. Le 26 décembre 2013, c'est une vidéo de Lil Bub en train de grimper des marches d'escalier qui est publiée. Le 12 février 2014, une nouvelle vidéo est mise en ligne, montrant désormais que Lil Bub est capable de sauter sur un canapé.
Le 29 juillet 2014, la chatte apparaît dans un spot de l'ONG Greenpeace à l'occasion de la Journée internationale des tigres.
En 2015, elle devient un mème Internet et participe avec cinquante artistes à une compilation 50 Bands & A Cat for Indiana Equality.
Lil Bub meurt dans son sommeil le 1er décembre 2019. Selon son propriétaire, Lil Bub combattait une infection osseuse au moment de sa mort.

## Actions en faveur des animaux
Lil Bub a participé à des campagnes de sensibilisation de PETA pour inciter les maîtres à, non pas acheter leurs animaux de compagnie, mais à les adopter, et à les stériliser.

### Lil Bub's Big Fund- ASPCA
En février 2014, l'ASPCA a annoncé le lancement d'un fond du nom de Lil Bub. L'argent récolté sert à aider les animaux dans le besoin,.

## Médias où elle apparaît

### Lil Bub's Big Show
Le 21 juin 2013, à l'occasion du second anniversaire de Lil Bub, Mike Bridavsky a annoncé que Lil Bub serait la vedette d'une web série appelée Lil Bub's Big Show. La web série se présente sous la forme d'un Talk Show où à la place d'un animateur humain siègerait Lil Bub. Cela est rendu possible en filmant Lil Bub et ses invités séparément. Les séquences avec Lil Bub la montre installée dans un décor ressemblant à un plateau de télévision à sa taille. Des sous-titres, censés retranscrire ce qu'elle veut dire, sont ensuite incrustés sur les images.
Le premier épisode du Lil Bub's Big Show a été diffusé le 3 septembre 2013. La première invitée de l'émission était Whoopi Goldberg. Par la suite, l'émission a compté sur la participation, entre autres, de Steve Albini, Kelley Deal du groupe The Breeders et Nordic Thunder. Pour son épisode spécial Halloween, l'invité de l'émission était le groupe Murder by Death. À la fin de l'épisode, le groupe reprend la musique généralement associée à Lil Bub, à savoir Plantasia de Mort Garson.
Elle pose dans les bras de Robert De Niro au festival du film de Tribeca le 18 avril 2013, après la projection d’un documentaire qui lui était consacré et qui a remporté le meilleur long métrage en ligne du Festival,.

### Lil Bub's Lil Book
En septembre 2013, Gotham Books a publié le premier livre consacré à Lil Bub : Lil Bub's Lil Book: The Extraordinary Life of the Most Amazing Cat on the Planet. Ce livre raconte en image qui est le personnage romancé de Lil Bub.

### Lil Bub & Friendz
Lil Bub & Friendz est le nom d'un documentaire réalisé par Andy Capper et Juliette Eisner. Ce documentaire a été présenté au festival du film de Tribeca le 18 avril 2013. Il traite des chats sur internet en général, tout en mettant l'accent sur Lil Bub et sa popularité. Figurent également dans le documentaire Grumpy Cat, Nyan Cat et Keyboard Cat.

### Science & Magic: A Soundtrack to the Universe
Le 4 décembre 2015 est publié un album audio du nom de Science & Magic: A Soundtrack to the Universe. Les morceaux ont été interprétés par Mike Bridavsky et Matt Tobey, ami de Bridavsky et déjà compositeur de précédents morceaux illustrant certaines vidéos youtube du compte de Lil Bub.

### Lil BUB's Hello Earth: the video game
Le 21 juin 2016, une campagne kickstarter est lancée afin de financer la réalisation d'un jeu vidéo pour mobile dont Lil Bub serait le personnage principal et jouable. Le 21 juillet, le projet obtient la totalité de la somme demandée via la plateforme. Durant toute la campagne, une version démo du jeu est disponible en téléchargement sur iOs, Android, Mac et Windows.